# Хіно (Сіґа)
Хіно (яп. 日野町, хіно тьо ) — містечко в Японії, у південно-східній частині префектури Сіґа. Засноване 1 квітня 1889 року. Набуло сучасних обрисів 16 березня 1955, завдяки поглинанню довколишніх сіл.
У середньовіччі Хіно було володінням роду Ґамо. Самурай-християнин з цього роду Ґамо Удзісато  вважається місцевим героєм. 
У період Едо (1603 — 1868) Хіно було відоме як містечко лакувальників урусі та аптекарів.